# Paul Edward Waldschmidt
Paul Edward Waldschmidt CSC (* 7. Januar 1920 in Evansville, Indiana, USA; † 20. Oktober 1994) war ein US-amerikanischer Ordensgeistlicher und Weihbischof in Portland in Oregon.

## Leben
Paul Edward Waldschmidt trat der Ordensgemeinschaft der Kongregation vom Heiligen Kreuz bei und empfing am 24. Juni 1946 das Sakrament der Priesterweihe.
Am 28. November 1977 ernannte ihn Papst Paul VI. zum Titularbischof von Citium und bestellte ihn zum Weihbischof in Portland in Oregon. Der Erzbischof von Portland in Oregon, Cornelius Michael Power, spendete ihm am 2. März 1978 die Bischofsweihe; Mitkonsekratoren waren der Bischof von Helena, Elden Francis Curtiss, und der emeritierte Bischof von Arecibo, Alfredo Méndez-Gonzalez CSC.
Am 8. Januar 1990 trat Paul Edward Waldschmidt als Weihbischof in Portland in Oregon zurück.